# فرانک پی. فلینت
فرانک پی. فلینت (انگلیسی: Frank Putnam Flint؛ زاده ۱۵ ژوئیهٔ ۱۸۶۲ - درگذشته ۱۱ فوریهٔ ۱۹۲۹) سناتور سابق عضو جمهوری‌خواه بود. وی در سال ۱۹۰۵ تا ۱۹۱۱ میلادی سناتور ایالت کالیفرنیا در سنای ایالات متحده آمریکا بود.